# Nederlands landskampioenschap 1905-1906
Il campionato era formato da sedici squadre e il HBS Craeyenhout vinse il titolo.

## Est
|   | Club            | G  | V | N | P | GF | GS | Punti | DR  |                            |
| - | --------------- | -- | - | - | - | -- | -- | ----- | --- | -------------------------- |
| 1 | PW              | 10 | 8 | 2 | 0 | 47 | 16 | 18    | +31 | Qualificata per la finale. |
| 2 | Koninklijke UD  | 10 | 5 | 2 | 3 | 30 | 28 | 12    | +2  |                            |
| 3 | RKVV Wilhelmina | 10 | 5 | 1 | 4 | 35 | 38 | 11    | -3  |                            |
| 4 | Vitesse         | 10 | 4 | 1 | 5 | 32 | 28 | 9     | +4  |                            |
| 5 | GVC Wageningen  | 10 | 4 | 0 | 6 | 40 | 39 | 8     | +1  |                            |
| 6 | Quick Nijmegen  | 10 | 1 | 0 | 9 | 24 | 59 | 2     | -35 |                            |

G = Partite giocate; V = Vittorie; N = Nulle/Pareggi; P = Perse; GF = Goal fatti; GS = Goal subiti; DR = Differenza reti, PT = Punti

## Ovest
|    | Club                     | G  | V  | N | P  | GF | GS | Punti | DR  |                           |
| -- | ------------------------ | -- | -- | - | -- | -- | -- | ----- | --- | ------------------------- |
| 1  | HBS Craeyenhout          | 18 | 13 | 1 | 4  | 59 | 33 | 27    | +36 | Qualificata per la finale |
| 2  | HVV Den Haag             | 18 | 10 | 3 | 5  | 46 | 28 | 23    | +18 |                           |
| 3  | Koninklijke HFC          | 18 | 9  | 4 | 5  | 49 | 32 | 22    | +17 |                           |
| 4  | Sparta Rotterdam         | 18 | 9  | 2 | 7  | 42 | 40 | 20    | +2  |                           |
| 5  | Ajax Sportman Combinatie | 18 | 7  | 3 | 8  | 37 | 48 | 17    | -11 |                           |
| 6  | DFC                      | 18 | 6  | 4 | 8  | 45 | 43 | 16    | +2  |                           |
| 7  | CVV Velocitas            | 18 | 6  | 3 | 9  | 43 | 61 | 15    | -18 |                           |
| 8  | USV Hercules             | 18 | 5  | 4 | 9  | 38 | 50 | 14    | -12 |                           |
| 9  | HFC Haarlem              | 18 | 5  | 3 | 10 | 39 | 47 | 13    | -8  |                           |
| 10 | HC & CV Quick            | 18 | 5  | 3 | 10 | 29 | 45 | 13    | -16 |                           |

G = Partite giocate; V = Vittorie; N = Nulle/Pareggi; P = Perse; GF = Goal fatti; GS = Goal subiti; DR = Differenza reti, PT = Punti

## Finale per il titolo
| Squadra 1       | Totale | Squadra 2 | Andata | Ritorno |
| --------------- | ------ | --------- | ------ | ------- |
| HBS Craeyenhout | 7-4    | PW        | 3-2    | 4-2     |

Il HBS Craeyenhout vince il titolo.